# Koczała (gromada)
Koczała – dawna gromada, czyli najmniejsza jednostka podziału terytorialnego Polskiej Rzeczypospolitej Ludowej w latach 1954–1972.
Gromady, z gromadzkimi radami narodowymi (GRN) jako organami władzy najniższego stopnia na wsi, funkcjonowały od reformy reorganizującej administrację wiejską przeprowadzonej jesienią 1954 do momentu ich zniesienia z dniem 1 stycznia 1973, tym samym wypierając organizację gminną w latach 1954–1972.
Gromadę Koczała z siedzibą GRN w Koczale utworzono – jako jedną z 8759 gromad na obszarze Polski – w powiecie człuchowskim w woj. koszalińskim na mocy uchwały nr 43/54 WRN w Koszalinie z dnia 5 października 1954. W skład jednostki weszły obszary dotychczasowych gromad Koczała, Łękinia i Bielsko ze zniesionej gminy Koczała w tymże powiecie. Dla gromady ustalono 17 członków gromadzkiej rady narodowej.
1 stycznia 1958 gromadę włączono do powiatu miasteckiego w tymże województwie.
31 grudnia 1959 do gromady Koczała włączono wieś Trzyniec oraz przysiółki Dźwierzno i Niesiłowo ze zniesionej gromady Pietrzykowo w tymże powiecie.
31 grudnia 1971 do gromady Koczała włączono wieś Pietrzykowo ze zniesionej gromady Wałdowo w tymże powiecie.
Gromada przetrwała do końca 1972 roku, czyli do kolejnej reformy gminnej. 1 stycznia 1973 – tym razem w powiecie miasteckim – reaktywowano gminę Koczała (od 1999 gmina Koczała znajduje się ponownie w powiecie człuchowskim – w woj. pomorskim).